# Mii
En Mii (udtales som "me" på engelsk) er en specialdesignet figur, der kan bruges på Nintendos Wii-maskine. Der er mulighed for at lave sig selv som person ved hjælp af forskellige metoder inden for ansigt, størrelse af kroppen og briller, hår mm. Når figuren er lavet, kan den sendes til andre ved hjælp af Nintendo Wi-Fi Connection.
I Mii Channel kan der være op til 100 Mii-figurer, og nogle af disse kan desuden gemmes på Wiis controller ved hjælp af den indbyggede hukommelse på 4 kb, som man eventuelt kan flytte dem til andre maskiner.
På nuværende tidspunkt er Mii-figurerne blevet brugt i Wii Sports, Wii Play, WarioWare: Smooth Moves og Mario Party 8. Desuden florerer der rygter om Mii-understøttelse i en Wii-udgave af livssimulatoren Animal Crossing, og et spil med The Sims til Wii bruger tilsyneladende et lignende system.